# Lingua hattica
La lingua hattica (o khattica) era una lingua preindoeuropea agglutinante parlata dal popolo degli Hatti, vissuto in Anatolia tra il III e il II millennio a.C.

## Storia
L'aggettivo hattico (o khattico) è stato coniato per distinguerlo dall'idioma parlato dagli Ittiti, che più correttamente andrebbe definito lingua nesiana, dal nome di Neša, la quale fu resa da re Anitta, vissuto nel XVIII secolo a.C., prima capitale del regno ittita. Infatti, il termine "Ittiti" fu coniato nel XIX secolo sulla base degli etnonimi biblici Chittim o Hitti, che ricordano da vicino gli etnonimi usati anche nelle fonti assire ed egizie, che si rivolgono alla potenza rivale come paese di Hatti. In realtà, gli Hatti erano la popolazione che aveva abitato l'Anatolia centrale prima dell'arrivo degli indoeuropei, nonché i fondatori della città di Ḫattuša, che divenne la capitale del regno ittita nel XVI secolo a.C. sotto Labarna II. Con l'affermarsi della lingua nesiana la lingua hattica fu relegata al ruolo di lingua sacra di alcuni testi religiosi.

## Corpus
Non sono stati trovati documenti scritti da parlanti nativi di hattico. Gli studiosi devono basarsi su fonti indirette o citazioni fatte nei testi ittiti. Alcune parole in hattico sono state trovate in tavolette di argomento religioso, datate tra il XIV e il XIII secolo a.C., scritte da sacerdoti ittiti. I brani in questione contenevano, tra le righe del testo, precisazioni dove veniva indicato che l'officiante stava parlando in hattico. Radici hattiche sono state riconosciute anche in diversi toponimi e teonimi ittiti, nonché in alcuni racconti mitologici, il più importante dei quali è il mito Il dio Luna che cadde dal cielo, redatto sia in hattico che in nesiano.
Tutti i documenti redatti in hattico finora pubblicati sono catalogati nel Catalog des textes hittites (CTH). In particolare, i documenti ritrovati ad Ḫattuša sono classificati tra CTH 725 e CTH 745. Di questi CTH 728, 729, 731, 733 e 736 sono redatti con testo bilingue hattico e nesiano, il CTH 737, invece, è un incantesimo hattico recitato in occasione della festa di Nerik. Dal 2004 sono stati pubblicati altri testi in hattico ritrovati a Sapinuwa.

## Grammatica
L'hattico formava plurali convenzionali con il prefisso le- (es. "bambini" = le-pinu), mentre il plurale collettivo veniva formato con il prefisso fa- (es. "dei" = fa-shaf). Il caso genitivo veniva declinato con il suffisso -(u)n (es. "terra" = fur → "della terra" = furun). Mentre alcuni linguisti come Polomé e Winter hanno affermato che il caso accusativo era contrassegnato con il prefisso es- (es. "parola" = alep → ess-alep), che è stato riconosciuto come un clitico pronominale, che significa "loro" rispetto ad altri.

## Vocabolario
Alcune delle parole conosciute:
- alef = "lingua"
- ashaf = "dio"
- fa-zari = "umanità, popolazione"
- fel = "casa"
- *findu = "vino"
- fur = "terra"
- Furun-Katte = "re della terra", il dio hatti della guerra
- Furu-Semu = "dea del sole"
- Hanfasuit = "dea del trono"
- hilamar = "tempio"
- Kasku = "dea della luna"
- katte = "re"
- -nifas = "sedersi"
- pinu = "bambino"
- zari = "mortale"
- -zi = "mettere"

## Classificazione
La lingua hattica risulta molto difficile da classificare, tuttavia, appare chiaro che non appartenga né alla famiglia delle lingue indoeuropee tantomeno a quella delle lingue semitiche. Basandosi su toponimi e antroponimi, alcuni studiosi hanno tentato di collegarla alla limitrofa lingua kaskea, di cui però non rimangono attestazioni. Un'altra ipotesi ha provato ad avvicinare la lingua hattica e la suddetta lingua kaskea alle lingue hurro-urartee. Sono state riscontrante alcune somiglianze anche con le lingue caucasiche nordoccidentali e le lingue caucasiche meridionali, hanno indotto alcuni studiosi a proporre l'esistenza di una famiglia linguistica estesa dall'Anatolia centrale al Caucaso. Alexey Kassian ha proposto una connessione tra l'hattico, le lingue ienisseiane e la lingua burushaski sulla base di alcuni elementi lessicali; per esempio, "lingua" è alef in hattico e alup in kott, "luna" è kap in hattico e qīp in ket, "montagna" è ziš in hattico e ćhiṣ in burushaski ed entrambi i termini ricordano *čɨʔs, una parola proto-ienisseiana che significa "pietra"). Tuttavia, nessuna di queste ipotesi sembra essere sostenuta da prove definitive, pertanto l'opinione conservatrice è che l'hattico sia una lingua isolata.